# Петер-Нечесаха
Петер-Нечесаха («Der Struwwelpeter) — німецька дитяча книжка Генріха Гофмана 1845 року. Вона складається з десяти ілюстрованих і римованих оповідань, переважно про дітей. Кожне має чітку мораль, яка перебільшено демонструє згубні наслідки поганої поведінки. Назва першого оповідання дає назву всій книзі. Der Struwwelpeter — одна з найперших книжок для дітей, яка поєднує візуальні та вербальні оповіді у форматі книжки, і вважається попередницею коміксів.
Петер-Нечесаха відома тим, що ввела у західну літературу персонаж Кравця (або Людини-ножиць). Деякі дослідники тепер бачать в оповіданнях книги ілюстрації психічних розладів сучасних дітей. 

## Передумови та історія публікації

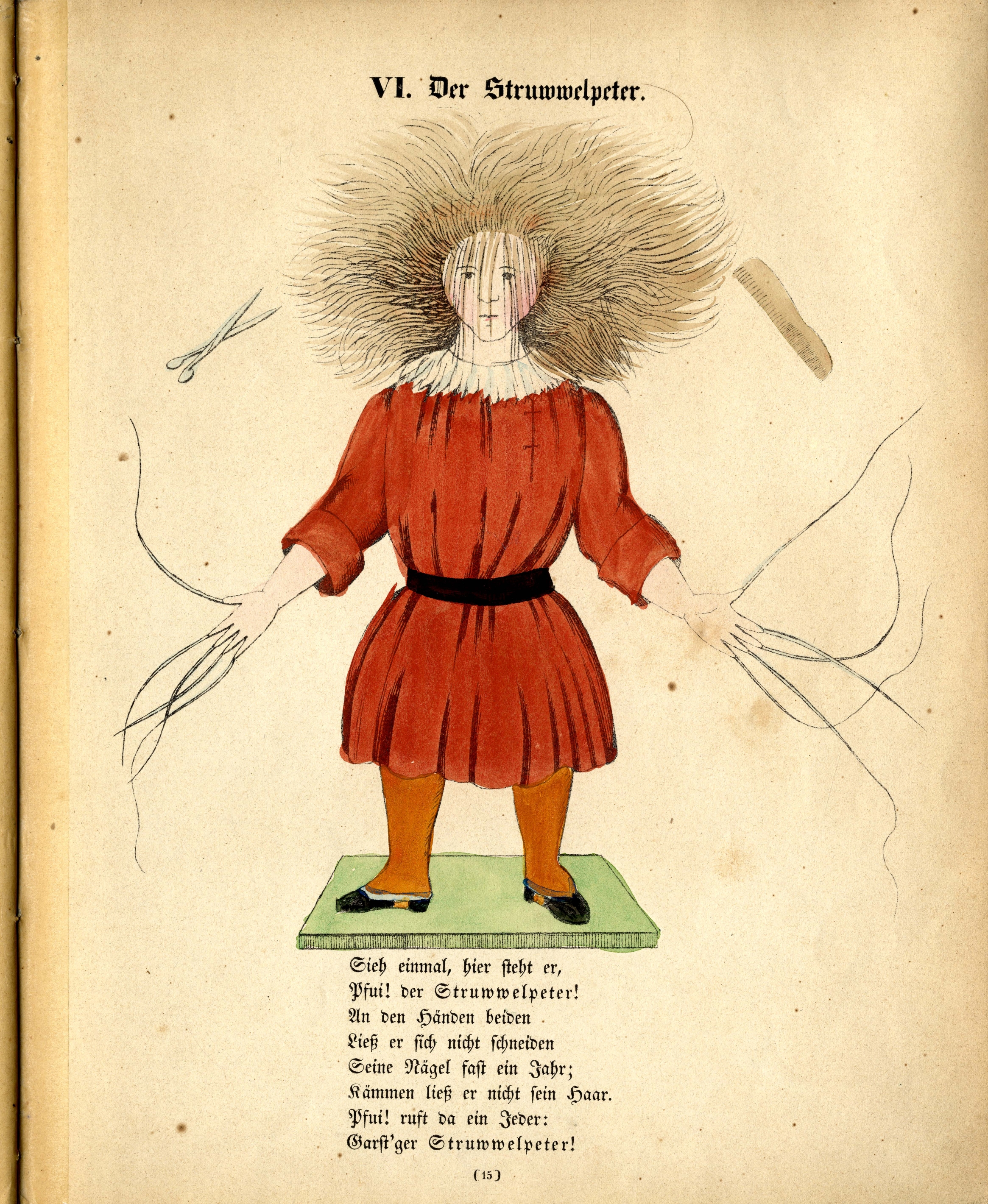
Struwwelpeter з 1845 (перше видання).

Гофманн написав Петер-Нечесаха через брак хороших книжок для дітей. Маючи намір купити книжку з картинками як різдвяний подарунок для свого трирічного сина, Гофман замість цього написав та проілюстрував власну книгу.  У 1845 році друзі переконали його опублікувати книгу анонімно під назвою Lustige Geschichten und drollige Bilder mit 15 schön kolorierten Tafeln für Kinder von 3–6 Jahren («кумедні історії та веселі картинки з 15 гарно кольоровими панелями для дітей 3–6 років»). Книга була одним із перших застосувань хромолітографії (метод створення багатоколірних відбитків) у дитячій книжці.
Для третього видання, опублікованого в 1858 році, назву було змінено на Struwwelpeter (Петер-Нечесаха), ім'я персонажа з першої історії. Книга стала популярною серед дітей усієї Європи.
Петер-Нечесаха перекладено кількома мовами. У 1891 році Марк Твен написав власний переклад книги, але через проблеми з авторським правом «Невірний Петро» Твена був опублікований лише в 1935 році, через 25 років після його смерті. 
Українською книгу переклав Андрій Содомора, була видана у видавництві Грані-Т у 2010 році.

## Історії

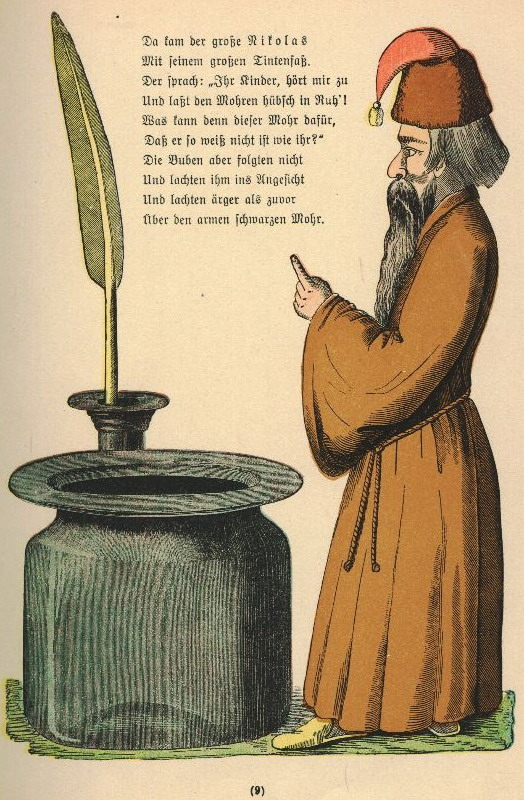
Ніколас, коли він збирається вмочити трьох хлопчиків у свою чорнильницю. Ілюстрація з видання 1917 року.

1. Петер-Нечесаха описує хлопчика, який не доглядає за собою належним чином і, отже, непопулярний.
2. Оповідка про поганого Фрідріха: Жорстокий хлопець тероризує тварин і людей. Зрештою його кусає собака, який продовжує їсти їжу хлопчика, поки Фредерік лежить прикутий до ліжка.
3. Вельми сумна оповідка з кресалом: дівчинка бавиться сірниками, випадково підпалює свій одяг і згорає до смерті. Тільки її коти оплакують її.
4. Оповідка про чорних хлопчиків: Ніколас ловить трьох хлопчиків, які дражнять темношкірого хлопця. Щоб провчити їх, він занурює їх у чорне чорнило.
5. Оповідка про лихого мисливця — це єдина історія, яка не орієнтована насамперед на дітей. У ній заєць викрадає у мисливця мушкет і окуляри та починає полювати на мисливця. У хаосі, що почався, дитина зайця обпікається гарячою кавою, а мисливець стрибає в колодязь.
6. Оповідка про Конрада, смоктія пальця: мати попереджає свого сина Конрада, щоб він не смоктав великі пальці. Однак, коли вона виходить з дому, він знову починає смоктати великий палець, поки не з’являється бродячий кравець і гігантськими ножицями відрізає йому великі пальці.
7. Оповідка про Каспара, що не їв зупи: починається з того, що Каспар, здоровий, міцний хлопчик, проголошує, що більше не їстиме свій суп. Протягом наступних п'яти днів він виснажується і помирає. На останній зображеній ілюстрації зображена його могила, на вершині якої стоїть супниця.
8. Оповідка  про непосиду Філіпа: хлопчик, який не хоче сидіти спокійно за вечерею, випадково збиває всю їжу на підлогу, на превелике невдоволення батьків.
9. Оповідка про Ганса-Догори-Носа стосується хлопчика, який зазвичай не дивиться, куди він ходить. Одного разу він заходить у річку; його незабаром рятують, але його портфель зникає.
10. Оповідка про Роберта-Летуна: Хлопчик виходить на вулицю під час шторму. Вітер підхоплює його парасольку і підіймає високо в повітря. Історія закінчується тим, що хлопчик відпливає вдалину.

## Вплив ЗМІ

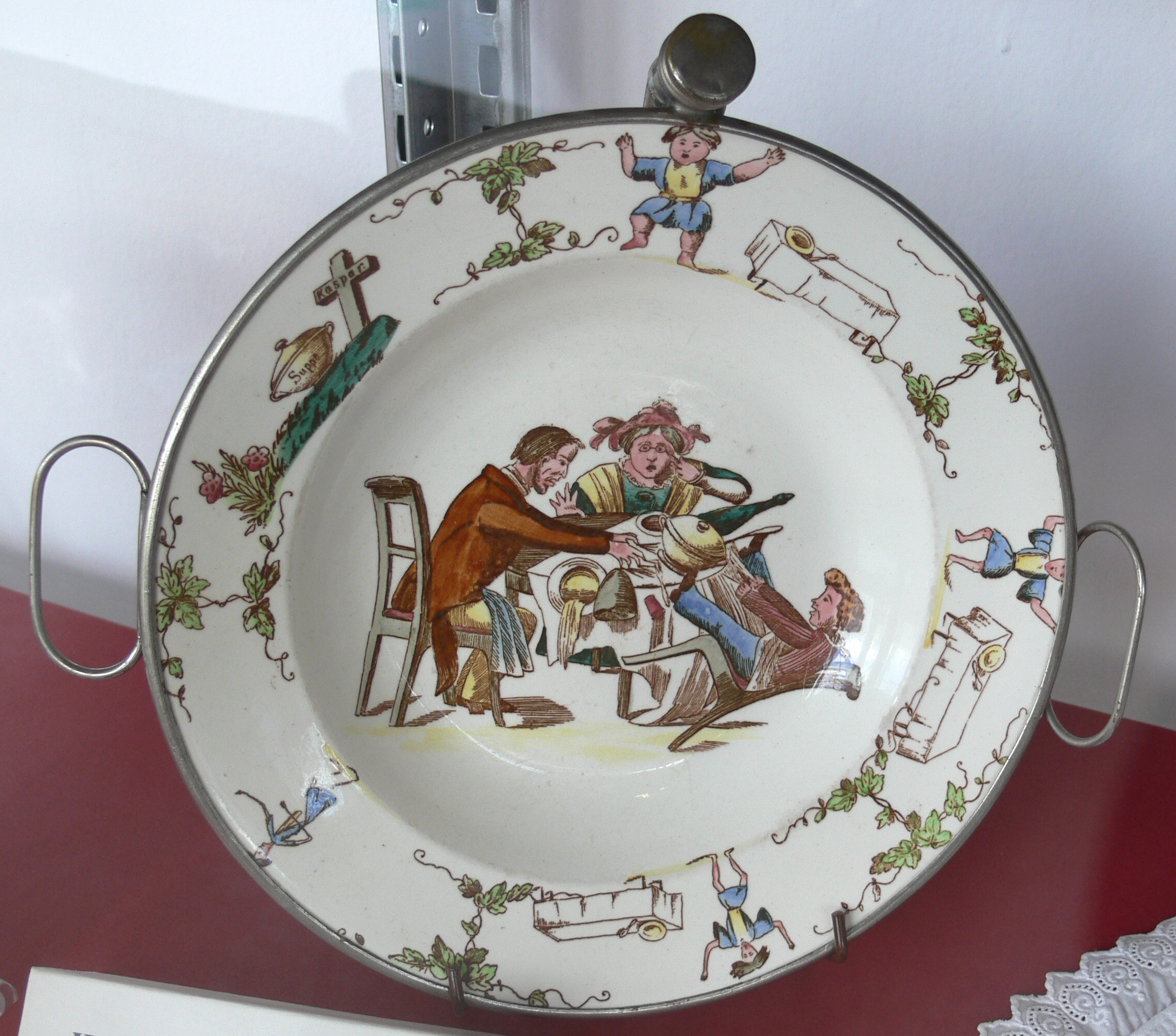
Супна миска Петер-Нечесаха з краєм історії про непосидючого Філіпа, а на краю — історія Суп-Каспара

### Кіно і ТБ
У випуску 1991 року детективного серіалу Thames Television Van der Valk під назвою «Діти доктора Гофмана» детектив, якого грає Баррі Фостер, розкриває серію вбивств після того, як знайшов книгу в спальні свого будинку, коли його дружина розповідає, що казка про ножиці їхній онуці.[що?] Усі вбивства відбувалися в стилі подій у книзі. 
Короткі згадки про книгу є у фільмі «Жінка в золотому » (2015), коли центральна героїня згадує свою молодість у Відні під час аншлюсу.
Офіс посилається на книгу в сезоні 2, епізод 18: « Візьми свою доньку на роботу » (2006). Дуайт Шрут читає дітям «Історію про Джонні в повітрі» та «Історію про присоску великого пальця», але його перериває нажаханий Майкл Скотт.
Сімейний хлопець посилається на «Історію маленького пальчика» у вирізці в « Бізнес-хлопці » , дев'ятому епізодові восьмого сезону, створеного у 2009 році.
У «Доктор Хто», сезон 10, серія 3 « Тонкий лід » (2017), Доктор читає частину «Історії присоски великого пальця» дітям Лондона 1814 року.

### Музика
Німецький гурт Rammstein включив пісню «Hilf Mir» «(Help Me)» до свого альбому Rosenrot (2005)  Вона розповідає про дитину, батьків якої немає вдома. Вона знаходить сірники, підпалює себе і повністю згорає. За сюжетом дівчину звати Поліна.
Shockheaded Peter - мюзикл 1998 року, в основу якого покладено книжку. Створена британським гуртом Tiger Lillies, постановка поєднує елементи пантоміми та лялькового театру з музичними версіями віршів, причому пісні загалом відповідають тексту, але мають дещо похмуріший тон. Якщо у віршах діти лише іноді помирають, то в мюзиклі вони помирають усі.

## Довідки про стан здоров'я
Автор, Генріх Гофман, працював лікарем, а потім психіатром. Деякі з його оповідань описують звички дітей, які в крайніх формах можуть бути ознаками психічних розладів.  Синдром дефіциту уваги і гіперактивності в Німеччині називають синдромом Заппеля-Філіпа (синдром Фіджі-Філіпа).   Оповідка про Каспара, що не їв зупи є прикладом нервової анорексії.   Синдром нерозчісуваного волосся також називають синдромом Struwwelpeter за назвою книги. 